# Dmytro Pundyk
Dmytro Pundyk –en ucraniano, Дмитро Пундик– (Taskent, URSS, 21 de febrero de 1989) es un deportista ucraniano que compitió en esgrima, especialista en la modalidad de sable.
Ganó dos medallas en el Campeonato Europeo de Esgrima, plata en 2010 y bronce en 2013, ambas en la prueba por equipos.

## Palmarés internacional
| Campeonato Europeo | Campeonato Europeo | Campeonato Europeo | Campeonato Europeo |
| Año                | Lugar              | Medalla            | Prueba             |
| ------------------ | ------------------ | ------------------ | ------------------ |
| 2010               | Leipzig (Alemania) | Medalla de plata   | Sable por equipos  |
| 2013               | Zagreb (Croacia)   | Medalla de bronce  | Sable por equipos  |